# Paucibacter oligotrophus
Paucibacter oligotrophus es una bacteria gramnegativa del género Paucibacter. Fue descrita en el año 2017. Su etimología hace referencia a uso de pocos sustratos. Es aerobia y móvil. Tiene un tamaño de 0,5-1 μm de ancho por 1,5-5 μm de largo. Temperatura de crecimiento entre 15-30 °C, óptima de 25 °C. Catalasa y oxidasa positivas. Se ha aislado de agua dulce en el Reservorio Daecheong, Corea del Sur. 